# 聖瑪麗亞島 (斯塔尼奧內群島)

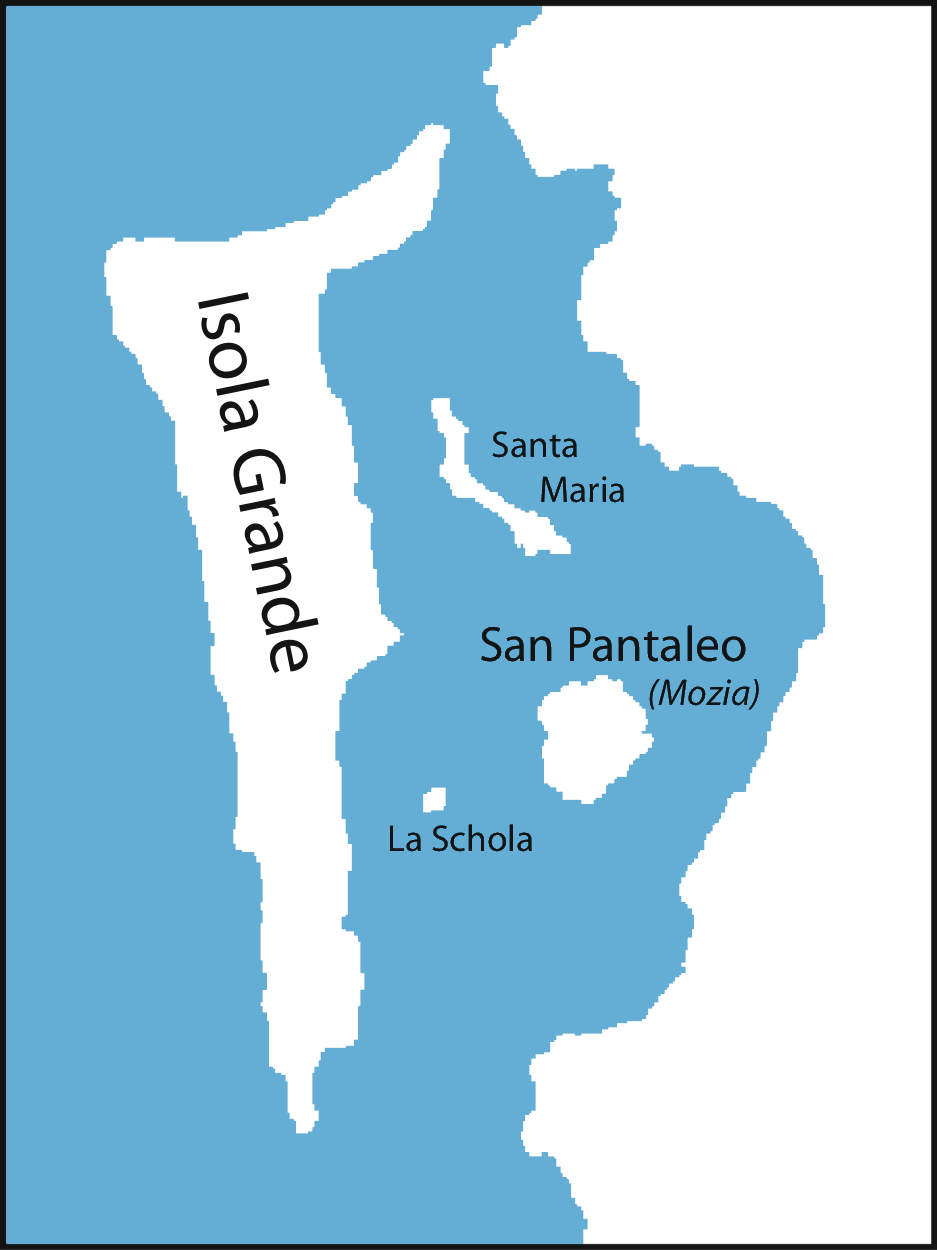

聖瑪麗亞島是意大利的島嶼，位於地中海，屬於斯塔尼奧內群島的一部分，由馬爾薩拉負責管轄，最高點海拔高度3米，島上無人居住。